# یواس‌اس اینترپید (سی‌وی-۱۱)
یواس‌اس اینترپید (سی‌وی-۱۱) (به انگلیسی: USS Intrepid (CV-11)) یک کشتی بود که طول آن As built:
۸۲۰ فوت (۲۵۰ متر) waterline
۸۷۲ فوت (۲۶۶ متر) overall بود. این کشتی در سال ۱۹۴۳ ساخته شد.